# Cunnawarra
Cunnawarra es un género de arañas araneomorfas pertenecientes a la familia Amphinectidae. Se encuentra en Australia.

## Especies
Según The World Spider Catalog 12.0:
- Cunnawarra cassisi Davies, 1998
- Cunnawarra grayi Davies, 1998